# Martín Landaluce
Martín Landaluce, né le 8 janvier 2006, est un joueur de tennis espagnol. Il remporte l'édition 2022 de l'US Open junior.

## Carrière
Martín Landaluce se distingue sur le circuit junior au printemps 2022 en enchaînant les titres à Valence, Cap-d'Ail, Plovdiv puis en atteignant les demi-finales des Grade A d'Offenbach et de Milan. Battu dès le premier tour à Roland-Garros, il se reprend sur gazon en signant deux succès consécutifs à Nottingham et Roehampton, puis en parvenant en demi-finale à Wimbledon.
En septembre 2022, à 16 ans, il gagne l'US Open junior en simple en battant le Belge Gilles-Arnaud Bailly en finale. Il est le 3e plus jeune vainqueur de ce tournoi après Richard Gasquet et Félix Auger-Aliassime.
En avril 2024, il reçoit une wild card pour le Masters 1000 de Miami. Il bat au premier tour, à la surprise générale, son compatriote Jaume Munar (6-3, 1-6, 7-5) puis est éliminé au second tour par l'Americain et 16e mondial Ben Shelton (6-3, 6-4).

## Parcours dans les tournois duGrand Chelem

### En simple
| Année | Open d'Australie | Open d'Australie | Internationaux de France | Internationaux de France | Wimbledon | Wimbledon | US Open | US Open |
| ----- | ---------------- | ---------------- | ------------------------ | ------------------------ | --------- | --------- | ------- | ------- |
| 2025  | 1er tour (1/64)  | James McCabe     | Q2                       | Federico Agustín Gómez   | Q3        | Alex Bolt |         |         |

N.B. : à droite du résultat se trouve le nom de l'ultime adversaire.

## Parcours dans lesMasters 1000
| Année | Indian Wells | Miami              | Monte-Carlo | Madrid               | Rome | Canada | Cincinnati         | Shanghai | Paris |
| ----- | ------------ | ------------------ | ----------- | -------------------- | ---- | ------ | ------------------ | -------- | ----- |
| 2023  | —            | —                  | —           | 1er tour R. Gasquet  | —    | —      | —                  | —        | —     |
| 2024  | —            | 2e tour B. Shelton | —           | 1er tour D. Altmaier | —    | —      | —                  | —        | —     |
| 2025  | —            | —                  | —           | 1er tour C. Norrie   | —    | —      | 2e tour A. Popyrin |          |       |

N.B. : sous le résultat se trouve le nom de l’ultime adversaire.